# Fjädervikt i fristil i brottning vid olympiska sommarspelen 2000
Herrarnas brottningsturnering i fristil i viktklassen fjädervikt vid olympiska sommarspelen 2008 avgjordes den 28-30 september i Sydney i Sydney Convention and Exhibition Centre. 

## Medaljörer
| Klass      | Guld                       | Silver                       | Brons                    |
| Fjädervikt | Murad Umachanov · Ryssland | Serafim Barzakov · Bulgarien | Jang Jae-Sung · Sydkorea |

## Resultat

### Förkortningar
- EF — Vinst genom förverkande, förloraren ej plancerad
- E2 — Båda brottarna diskvalificerade för brott mot reglerna
- EV — Diskvalifikation från samtliga tävlingar för brott mot reglerna
- EX — 3 varningar eller brott mot reglerna
- PA — Skada/uteblivande
- PO — Vinst efter poäng, förloraren utan teknik-poäng
- PP — Vinst efter poäng, förloraren med teknik-poäng
- SP — Teknisk överlägsenhet, 10 poängs skillnad, förloraren hade poäng
- ST — Teknisk överlägsenhet, 10 poängs skillnad, förloraren utan poäng
- TO — Vinst efter fall
- KP — Klassificeringspoäng
- TP — Tekniska poäng

### Utslagningsronder

#### Grupp 1
| Tävlande                | Vunna | Förlorade | KP | TP |
| ----------------------- | ----- | --------- | -- | -- |
| Serafim Barzakov (BUL)  | 2     | 0         | 6  | 7  |
| Ruslan Bodişteanu (MDA) | 1     | 1         | 5  | 11 |
| Jürgen Scheibe (GER)    | 0     | 2         | 0  | 0  |

| Röd               | Blå               | KP     | TP   |
| ----------------- | ----------------- | ------ | ---- |
| Jürgen Scheibe    | Serafim Barzakov  | 0-3 PO | 0-3  |
| Ruslan Bodişteanu | Jürgen Scheibe    | 4-0 ST | 10-0 |
| Serafim Barzakov  | Ruslan Bodişteanu | 3-1 PP | 4-1  |

#### Grupp 2
| Tävlande                  | Vunna | Förlorade | KP | TP |
| ------------------------- | ----- | --------- | -- | -- |
| Carlos Julian Ortíz (CUB) | 2     | 0         | 6  | 10 |
| Kazuyuki Miyata (JPN)     | 1     | 1         | 4  | 5  |
| Otar Tushishvili (GEO)    | 0     | 2         | 2  | 4  |

| Röd                 | Blå                 | KP     | TP  |
| ------------------- | ------------------- | ------ | --- |
| Otar Tushishvili    | Carlos Julian Ortíz | 1-3 PP | 1-6 |
| Kazuyuki Miyata     | Otar Tushishvili    | 3-1 PP | 4-3 |
| Carlos Julian Ortíz | Kazuyuki Miyata     | 3-1 PP | 4-1 |

#### Grupp 3
| Tävlande              | Vunna | Förlorade | KP | TP |
| --------------------- | ----- | --------- | -- | -- |
| Mohammad Talaei (IRI) | 2     | 0         | 7  | 5  |
| Cary Kolat (USA)      | 1     | 1         | 5  | 10 |
| Ramil Islamov (UZB)   | 0     | 2         | 0  | 2  |

| Röd             | Blå             | KP     | TP   |
| --------------- | --------------- | ------ | ---- |
| Cary Kolat      | Mohammad Talaei | 1-3 PP | 4-5  |
| Ramil Islamov   | Cary Kolat      | 0-4 TO | 5:52 |
| Mohammad Talaei | Ramil Islamov   | 4-0 PA |      |

#### Grupp 4
| Tävlande                 | Vunna | Förlorade | KP | TP |
| ------------------------ | ----- | --------- | -- | -- |
| Arshak Hayrapetyan (ARM) | 2     | 0         | 6  | 13 |
| Nikolai Savin (BLR)      | 1     | 1         | 4  | 8  |
| Maksat Boburbekov (KGZ)  | 0     | 2         | 2  | 3  |

| Röd                | Blå                | KP     | TP  |
| ------------------ | ------------------ | ------ | --- |
| Arshak Hayrapetyan | Maksat Boburbekov  | 3-1 PP | 6-2 |
| Nikolai Savin      | Arshak Hayrapetyan | 1-3 PP | 4-7 |
| Maksat Boburbekov  | Nikolai Savin      | 1-3 PP | 1-4 |

#### Grupp 5
| Tävlande              | Vunna | Förlorade | KP | TP |
| --------------------- | ----- | --------- | -- | -- |
| Murad Umakhanov (RUS) | 2     | 0         | 7  | 22 |
| Elbrus Tedeyev (UKR)  | 1     | 1         | 4  | 9  |
| Jo Yong-Son (PRK)     | 0     | 2         | 2  | 6  |

| Röd             | Blå             | KP     | TP   |
| --------------- | --------------- | ------ | ---- |
| Elbrus Tedeyev  | Jo Yong-Son     | 3-1 PP | 6-4  |
| Murad Umakhanov | Elbrus Tedeyev  | 4-1 SP | 13-3 |
| Jo Yong-Son     | Murad Umakhanov | 1-3 PP | 2-9  |

#### Grupp 6
| Tävlande               | Vunna | Förlorade | KP | TP |
| ---------------------- | ----- | --------- | -- | -- |
| Jang Jae-Sung (KOR)    | 3     | 0         | 11 | 29 |
| Shamil Afandiyev (AZE) | 2     | 1         | 8  | 17 |
| Štefan Fernyák (SVK)   | 1     | 2         | 6  | 4  |
| Musa Ilhan (AUS)       | 0     | 3         | 0  | 0  |

| Röd              | Blå              | KP     | TP   |
| ---------------- | ---------------- | ------ | ---- |
| Štefan Fernyák   | Shamil Afandiyev | 1-3 PP | 1-6  |
| Jang Jae-Sung    | Musa Ilhan       | 4-0 ST | 10-0 |
| Štefan Fernyák   | Jang Jae-Sung    | 1-4 SP | 3-13 |
| Shamil Afandiyev | Musa Ilhan       | 4-0 ST | 10-0 |
| Štefan Fernyák   | Musa Ilhan       | 4-0 PA |      |
| Shamil Afandiyev | Jang Jae-Sung    | 1-3 PP | 1-6  |

### Utslagningsträd
|  | Kvartsfinaler            | Kvartsfinaler            | Kvartsfinaler |  |  | Semifinaler            | Semifinaler            | Semifinaler           |   |                        | Final                  | Final                 | Final      |
|  |                          |                          |               |  |  |                        |                        |                       |   |                        |                        |                       |            |
|  | Serafim Barzakov (BUL)   | Serafim Barzakov (BUL)   | 4             |  |  |                        |                        |                       |   |                        |                        |                       |            |
|  | Carlos Ortíz (CUB)       | Carlos Ortíz (CUB)       | 1             |  |  | Serafim Barzakov (BUL) | Serafim Barzakov (BUL) | 4                     |   |                        |                        |                       |            |
|  | Mohammad Talaei (IRI)    | Mohammad Talaei (IRI)    | 3             |  |  | Mohammad Talaei (IRI)  | Mohammad Talaei (IRI)  | 0                     |   |                        |                        |                       |            |
|  | Arshak Hayrapetyan (USA) | Arshak Hayrapetyan (USA) | 2             |  |  |                        |                        |                       |   | Serafim Barzakov (BUL) | Serafim Barzakov (BUL) | 3                     |            |
|  | Murad Umakhanov (RUS)    | Murad Umakhanov (RUS)    |               |  |  |                        | Murad Umakhanov (RUS)  | Murad Umakhanov (RUS) | 3 |                        |                        |                       |            |
|  | bye                      | bye                      |               |  |  | Murad Umakhanov (RUS)  | Murad Umakhanov (RUS)  | 4                     |   |                        |                        |                       |            |
|  | Jang Jae-Sung (KOR)      | Jang Jae-Sung (KOR)      |               |  |  | Jang Jae-Sung (KOR)    | Jang Jae-Sung (KOR)    | 0                     |   |                        | Bronsmatch             | Bronsmatch            | Bronsmatch |
|  | bye                      |                          |               |  |  |                        |                        |                       |   |                        |                        |                       |            |
|  |                          |                          |               |  |  |                        |                        |                       |   |                        | Mohammad Talaei (IRI)  | Mohammad Talaei (IRI) | 2          |
|  |                          |                          |               |  |  |                        |                        |                       |   |                        | Jang Jae-Sung (KOR)    | Jang Jae-Sung (KOR)   | 12         |